# Camino al amor
Camino al amor é uma telenovela argentina produzida e exibida pela Telefe do dia 26 de maio a 22 de dezembro de 2014.

## Elenco
- Sebastián Estevanez como Rocco Colucci
- Mariano Martínez como Vitto Colucci
- Carina Zampini como Malena Menendez
- Juan Darthés como Ángel Rossi/Colucci
- María Eugenia Suárez como Pía Salvatierra
- Sol Estevanez como Gina Colucci/Linares
- Betiana Blum como Amanda Rossi
- Silvia Kutika como Lilian Vilas
- Pablo Martínez como Polo Pereira
- Sofía Reca como Lupe Silva
- Rodolfo Bebán como Armando  Colucci
- Tina Serrano como Nelly Menendez
- Hector Calori como Benjamín Linares
- Roberto Vallejos como Camilo
- Eva De Dominicci como Valentina Rossi/Colucci
- Pablo Martínez como Polo Pereira
- Matías Desiderio como Fernando Suarez
- Josefina Scaglione como Florencia
- Hernán Estevanez como El Mencho
- Mariano Argento como Alfonso Arriaga
- Fernanda Metilli como Marilina
- Alejandro Porro Como Tomas Suarez
- Narella Clausen como Wendy

## Exibição
| País      | Emissora             | Título         | Data de estréia       | Data de final          |
| --------- | -------------------- | -------------- | --------------------- | ---------------------- |
| Argentina | Telefe               | Camino al amor | 26 de maio de 2014    | 22 de dezembro de 2014 |
|           | Telefe Internacional | Camino al amor | 2014                  | 2014                   |
| Itália    | Yups                 | Camino al amor | 26 de janeiro de 2015 | 2015                   |
| Uruguai   | Monte Carlo TV       | Camino al amor | 2015                  | 2015                   |